# Rete articulare cubiti

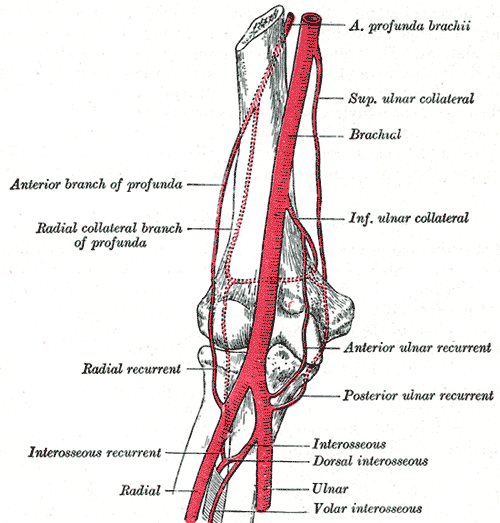
Arterien im Bereich des Ellbogengelenks des Menschen von vorn

Das Rete articulare cubiti („Ellbogengelenksnetz“) ist ein Gefäßgeflecht mehrerer Arterien um das Ellbogengelenk. 
Das Geflecht miteinander anastomosierender Gefäße wird von mehreren Ästen der Speichen- und Ellenarterie gespeist, namentlich der Arteria collateralis radialis, der Arteria collateralis media, der Arteria collateralis ulnaris superior, Arteria collateralis ulnaris inferior, der Arteria recurrens radialis, der Arteria recurrens ulnaris und Arteria interossea recurrens.